# Demmin
Demmin é uma cidade em Mecklemburgo-Pomerânia Ocidental, no nordeste da Alemanha.

## História
Pela primeira vez documentada no século XII, Demmin foi sucessivamente cidade do Reino da Prússia (1720-1918), do Império Alemão (1871-1918), da República de Weimar (1919-1932), do Terceiro Reich (1933-1945), da Alemanha Oriental (1945-1990) e, finalmente, da Alemanha unificada.
Nos primeiros dias de maio de 1945, antes do avanço final das tropas soviéticas sobre a Alemanha nazista, derrotando-a e pondo fim à Segunda Guerra Mundial, cerca de 700 a 2000 habitantes da cidade de Demmin (então com cerca de 15.000 habitantes) cometeram suicídio. O suicídio coletivo de Demmin é explicado pela circunstância de a cidade ter prestado maciço apoio à causa nazista, desde a maior votação percentual aos nazistas em 1933 até uma ampla perseguição a judeus, socialistas e comunistas, colocando-se numa situação largamente cúmplice com os crimes de guerra perpetrados (e que viriam a ser julgados depois em Nuremberg). Isso fez com que muitos cidadãos de Demmin se vissem como objeto de possíveis represálias futuras ou de possíveis julgamentos pelos crimes que cometeram.

## Transportes
Demmin é servida pela rede ferroviaria alemã.

## Cidades irmãs
- Lünen
- Bobolice